# 欧州連合宇宙計画局
2021年5月12日に現在の形で設立された欧州連合宇宙計画庁（European Union Agency for the Space Programme(EUSPA)）は、当初2004年に欧州全地球衛星システム監督庁（GSA）として創設され、2010年に欧州全地球衛星システム庁（GSAとも）に改編された宇宙機関であり、欧州連合宇宙計画を管理する欧州連合の機関である。
EUSPAは、ガリレオと欧州静止衛星航法オーバーレイサービス（EGNOS）により、欧州連合の衛星測位計画に関して、本質的な公共の利益が適切に擁護され、代表されることを保証することを目的としている。EGNOSの目的は、米国のGPSに代わる近代的な欧州の衛星測位システムを提供することである。
EUSPAは、ガリレオ、EGNOS、（コペルニクス）のデータとサービスの商業化を推進しながら、安全で確実な欧州の衛星航法サービスを提供している。また、EUが間もなく開始する政府衛星通信計画（GOVSATCOM）の調整も行っている。EUSPAは、EU宇宙計画の全構成要素のセキュリティ認定に責任を負っている。革新的で競争力のある宇宙分野の発展を促進し、EU宇宙コミュニティ全体と関わることで、EUSPAは欧州グリーンディールやデジタル移行、EUとその市民の安全と安心に貢献するとともに、その自律性と弾力性を強化する。